# Neustadt (Dosse)
Neustadt (Dosse) – miasto w Niemczech, w kraju związkowym Brandenburgia, w powiecie Ostprignitz-Ruppin, siedziba urzędu Neustadt (Dosse).

## Nazwa
Urzędowa forma nazwy jest dwuczłonowa, przy czym drugi wyraz zapisywany jest w nawiasie. Potocznie nazwę miasta skraca się do samego Neustadt.

## Zabytki i osobliwości
Miasto jest siedzibą dużej stadniny koni. Do osobliwości należą:
- klasztor Świętego Ducha,
- pałac Lohm I i Lohm II,
- wieża wodna,
- pomnik konia Kolibri,
- głaz pamiątkowy ku czci przyznania praw miejskich,
- stara gazownia[2].